# 利贝拉里塔斯
利贝拉里塔斯（英語：Liberalitas）。古罗马神祇之一。凭借在古罗马神话中的拟人性作用而被广泛反映于古罗马时期所创作的相关艺术作品之中。影响亦极为深远。